# قناة محيطة باللمف
القناة المحيطَة باللمف (بالإنجليزية: Perilymphatic duct)‏ هي المكان الذي يتم فيه توصيل المساحة المحيطة باللمف (دهليز الأذن) بالحيّز تحت العنكبوتي. يعمل هذا كنوع من التحويلة للتخلص من السوائل المحيطة باللف حول المنطقة المحيطة باللمف حول قوقعة الأذن.
يكون الليمف المحيطي متواصل ومستمر مع السائل الدماغي الشوكي (CSF) في الحيز تحت العنكبوتية.  تشوهات ضغط السائل الدماغي الشوكي ليس لها تأثير سريري على الأذن الداخلية بشكل عام، وهو ما يفسر جسديًا من خلال قطر التجويف وطول القناة المحيطة باللمف. تمر هذه القناة عبر الجمجمة وتكون موازية لكن غير مرتبطة مباشرة بالقناة اللمفية الباطنة. القناة مبطنة بالأنسجة الطلائية.